# Stofomslag
Een stofomslag (of stofwikkel) is een papieren of geplastificeerde losse omslag om een boek  te vrijwaren van stof en beschadiging. 

## Situering

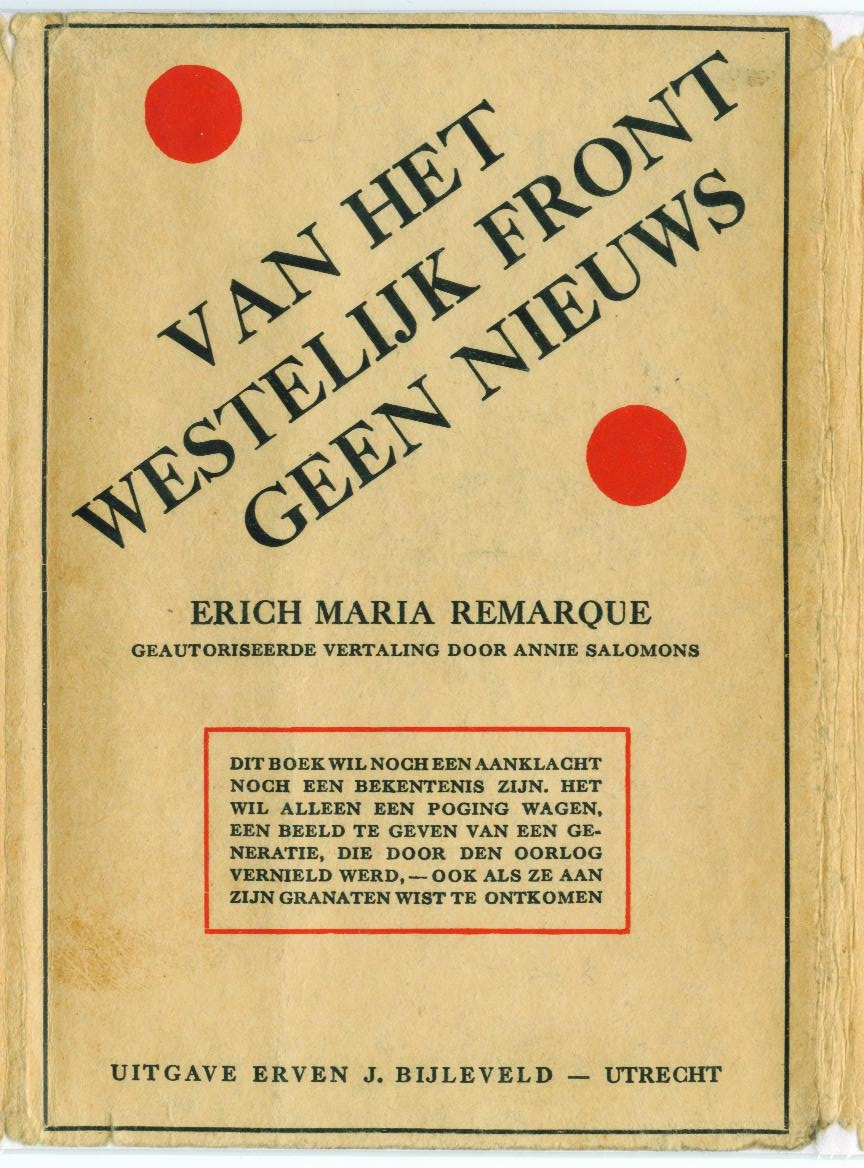
Stofomslag Van het westelijk front geen nieuws, eerste Nederlandse druk, 1929

Een stofomslag tref je nu bijna uitsluitend bij gebonden boeken aan. In het vooroorlogse Verenigd Koninkrijk hadden oude pocketboeken er ook een. De stofomslag is oorspronkelijk bedoeld als bescherming van de boekband tegen stof en beschadiging. De vormgeving van de stofomslag is nu echter ook een belangrijk middel om het boek in de markt te zetten, de zogenoemde branding. Daartoe bedrukt men de wikkel met wervende teksten en afbeeldingen om de aandacht van de lezer te trekken. Op de achterflap kan de synopsis of een recensie van het boek afgedrukt staan. Daar bekende boekbandontwerpers ook de ontwerpers van de stofomslagen waren, is het voor verzamelaars van boeken van belang dat een eerste druk van het boek, (veel) meer waard is mét dan zónder de oorspronkelijke stofomslag. Doordat de omslag en het boek twee fysiek gescheiden zaken zijn, is het niet altijd duidelijk of een bepaalde druk van een boek correspondeert met het aanwezige, wellicht eerder of later veranderde, wikkel.

## Trivia
Behalve fraaie bibliofiele edities bezat de bekende boekverzamelaar René Radermacher Schorer veel boeken die vooral vanwege de stofomslagen van ontwerpers als Paul Schuitema en Piet Zwart van belang zijn (zie bijvoorbeeld Zwarts omslagen voor de tiendelige serie Serie Monografieën over Filmkunst). Deze liefhebber van fraaie boeken liet deze omslagen echter in de prullenbak verdwijnen.
Een ware boekenverzamelaar kan deze handeling niet verdragen. Toch staat Radermacher Schorer in zijn afkeer van stofomslagen niet alleen. In 1946 publiceerde de typograaf Jan Tschichold (1902-1974) een opstel met de titel Buchkunst und Graphik. Aan het eind van dit opstel zegt hij dat een stofomslag niet bij een boek hoort.
De mening dat stofomslagen wel degelijk onderdeel van een boek zijn wordt nagenoeg door iedereen gedeeld. Een voorbeeld is het werk van de Berlijnse antiquaar Jürgen Holstein. In 2003 publiceerde hij een prachtige monografie over Georg Salter, die honderden boekbanden en stofomslagen ontwierp. Twee jaar later werd deze monografie gevolgd door het enorm dikke boek Blickfang. Hierin worden honderden stofomslagen en boekbanden van Berlijnse uitgevers uit de periode 1919-1933 afgebeeld.